# Passerina cyanea
Passerina cyanea este o specie de pasăre migratoare din familia Cardinalidae.

## Legături externe
- Imagini, video și sunete despre Passerina cyanea pe Internet Bird Collection
- Galerie de imagini cu Passerina cyanea pe VIREO (Drexel University)
- Cântecul Passerina cyanea la Florida Museum of Natural History